# 和順線
和順線（ファスンせん）は、大韓民国全羅南道和順郡にかつて存在した韓国鉄道公社（KORAIL）の鉄道路線（貨物線）である。
和順炭田の石炭輸送のため敷設された路線で、大韓石炭公社が施設を所有する専用鉄道であった。

## 歴史
- 1942年10月1日：開業[2]。
- 1974年8月15日：南和順駅廃止[3]。
- 1984年11月1日：福巌駅廃止[4]、壮東駅 - 福巌駅間が大韓石炭公社所属の専用鉄道となる。
- 1986年1月1日：壮東駅廃止、全区間が大韓石炭公社所属の専用鉄道となる[5]。
- 2014年12月11日：貨物列車運行終了[6]。
- 2016年12月：大韓石炭公社和順鉱業所と韓国鉄道施設公団の鉄道利用契約終了[6]。
- 2022年1月1日：廃止[7]。

## 駅一覧
| 駅名     | 駅名     | 駅名      | 駅間キロ (km) | 累計キロ (km) | 駅 等級 | 駅種別 | 接続路線             | 所在地   | 所在地 |
| 日本語   | ハングル | 英語      | 駅間キロ (km) | 累計キロ (km) | 駅 等級 | 駅種別 | 接続路線             | 所在地   | 所在地 |
| -------- | -------- | --------- | ------------- | ------------- | ------- | ------ | -------------------- | -------- | ------ |
| 和順駅   | 화순역   | Hwasun    | 0.0           | 0.0           |         |        | 韓国鉄道公社：慶全線 | 全羅南道 | 和順郡 |
| 南和順駅 | 남화순역 | Namhwasun | 2.0           | 2.0           |         |        |                      | 全羅南道 | 和順郡 |
| 壮東駅   | 장동역   | Jangdong  | 5.2           | 7.2           |         |        |                      | 全羅南道 | 和順郡 |
| 福巌駅   | 복암역   | Bogam     | 4.2           | 11.4          |         |        |                      | 全羅南道 | 和順郡 |